# Thomb
Koordinaten: 47° 44′ 18″ N, 16° 2′ 14,5″ O

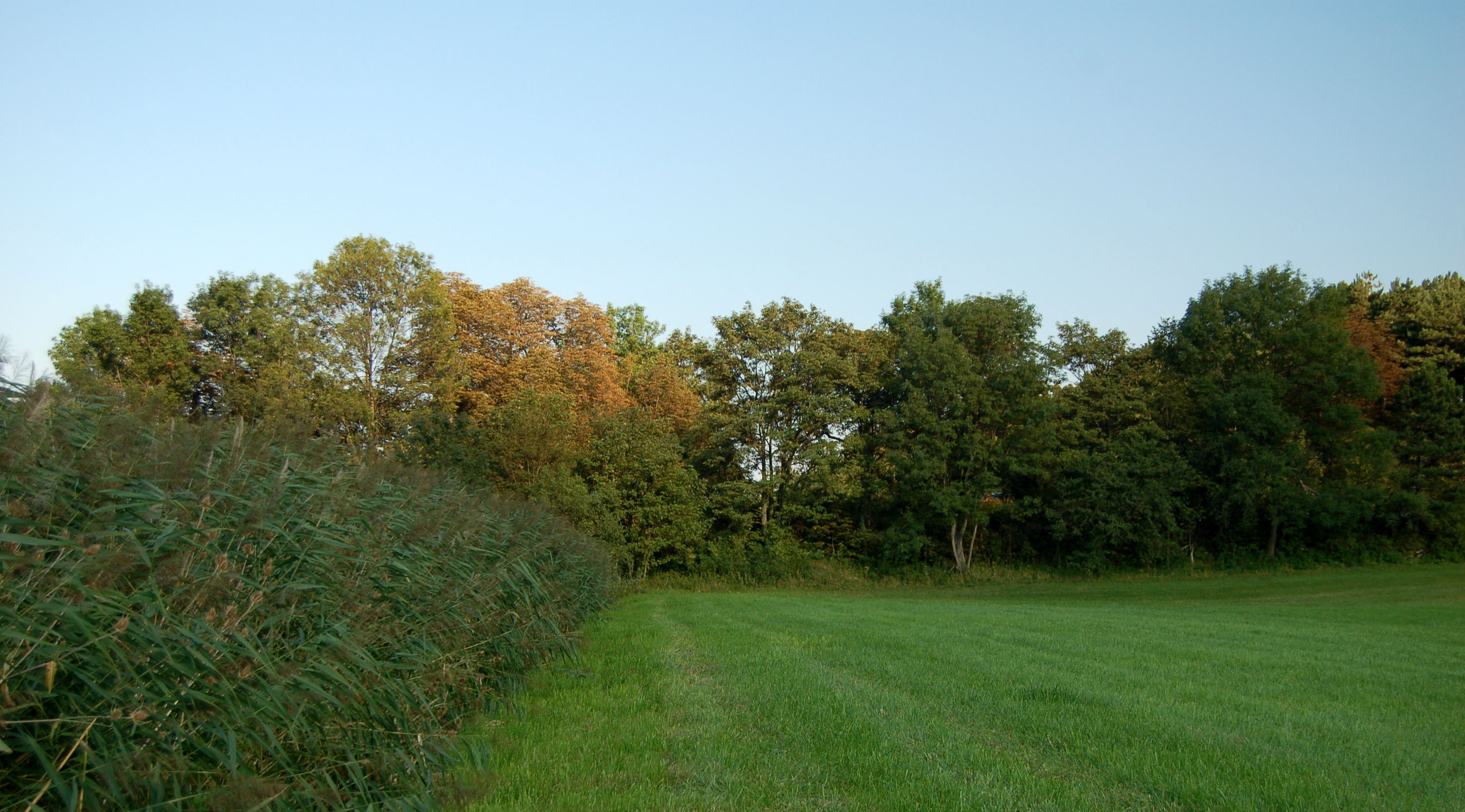
Gesamtfrontalansicht vom rechten Ufer des St. Lorenzer Baches

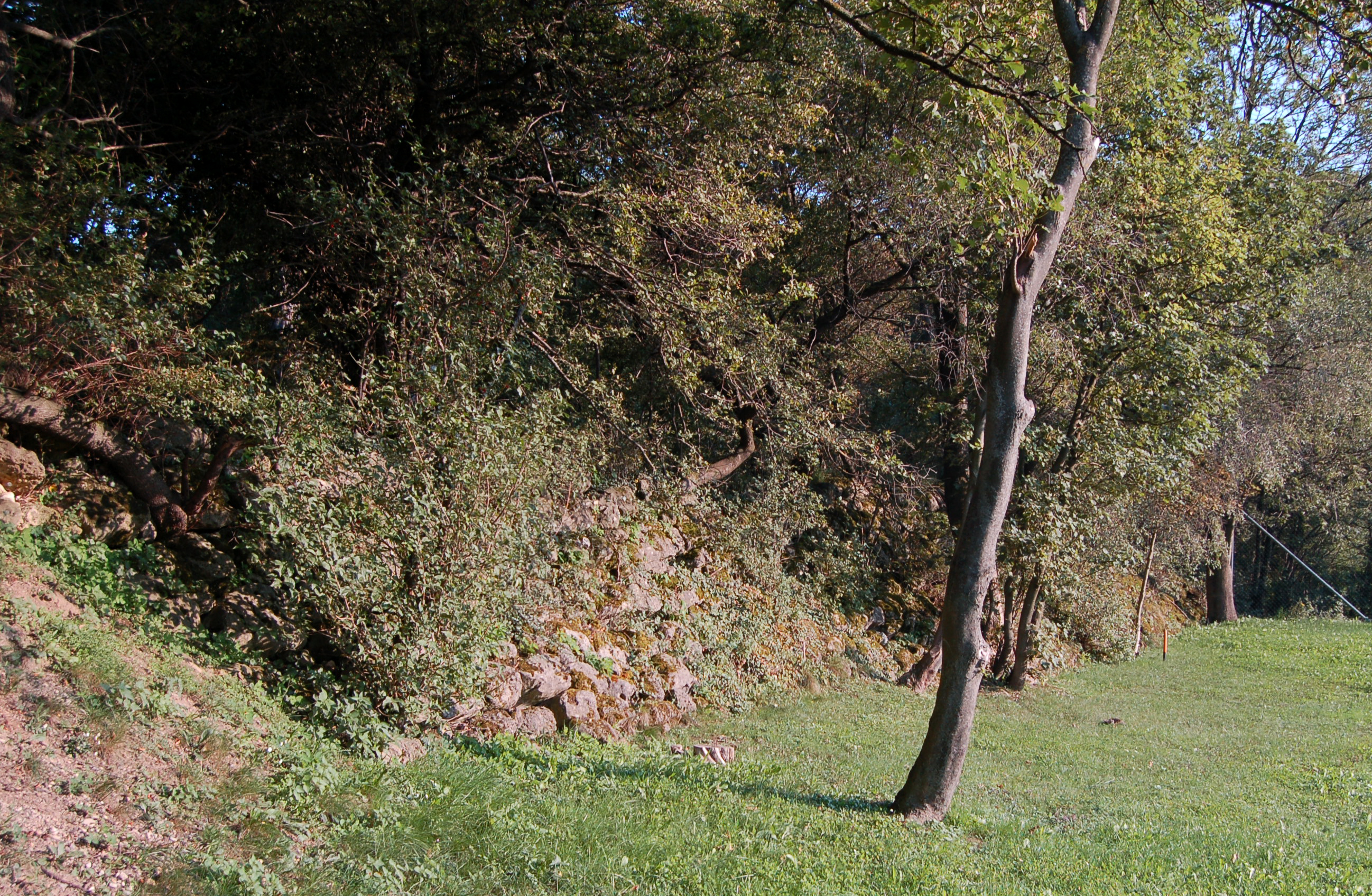
Dammdetail

Der Thomb ist ein rund 100 Meter langer, spätmittelalterlicher Staudamm in der Ortschaft St. Lorenzen am Steinfelde, Gemeinde Ternitz in Niederösterreich. Der Damm staute den St. Lorenzer Bach und diente damit der wirtschaftlichen Nutzung der geringen Wassermengen im Flatzer Tal.

## Geschichte
Der Thomb ist erstmals im Flatzer Dorftaiding von 1630 nachweisbar, wo er als Teil der Grenzbeschreibung des Burgfriedens erwähnt wird („uber den Thomb“). Er dürfte aber weit älter sein. Unterhalb des Dammes sind die Grundmauern einer ursprünglich im Besitz von Gurk stehende Mühle erhalten, die das aufgestaute Wasser nutzte. Keramikfunde im Bereich der Mühle konnten auf 1450 datiert werden. Möglicherweise wurde der Damm aber noch früher angelegt: mit der Gründung der Flatzer Burg (um 1130) auf dem Hügel, auf dem heute der Pfarrhof steht, ergab sich ein vermehrter Bedarf an Wasser, das im Flatzer Tal nicht ausreichend über das ganze Jahr zur Verfügung stand, es gab in der Nähe weder Quellen noch Brunnen, höchstens Zisternen.
Der durch den Staudamm aufgestaute Teich wurde auch zur Fischzucht verwendet. So schrieb Franz Schweickhardt 1833: „Vor Zeiten war am Teiche eine Mühle gestanden, die nun nicht mehr existiert. Der Regel nach wird alle 4 Jahre im Teiche gefischt, der einige Hechte, aber viele Karpfen und Krebse enthält.“
Im 19. und im frühen 20. Jahrhundert wurde im Winter für die umliegenden Gasthäuser Eis gestochen.

## Aktueller Zustand

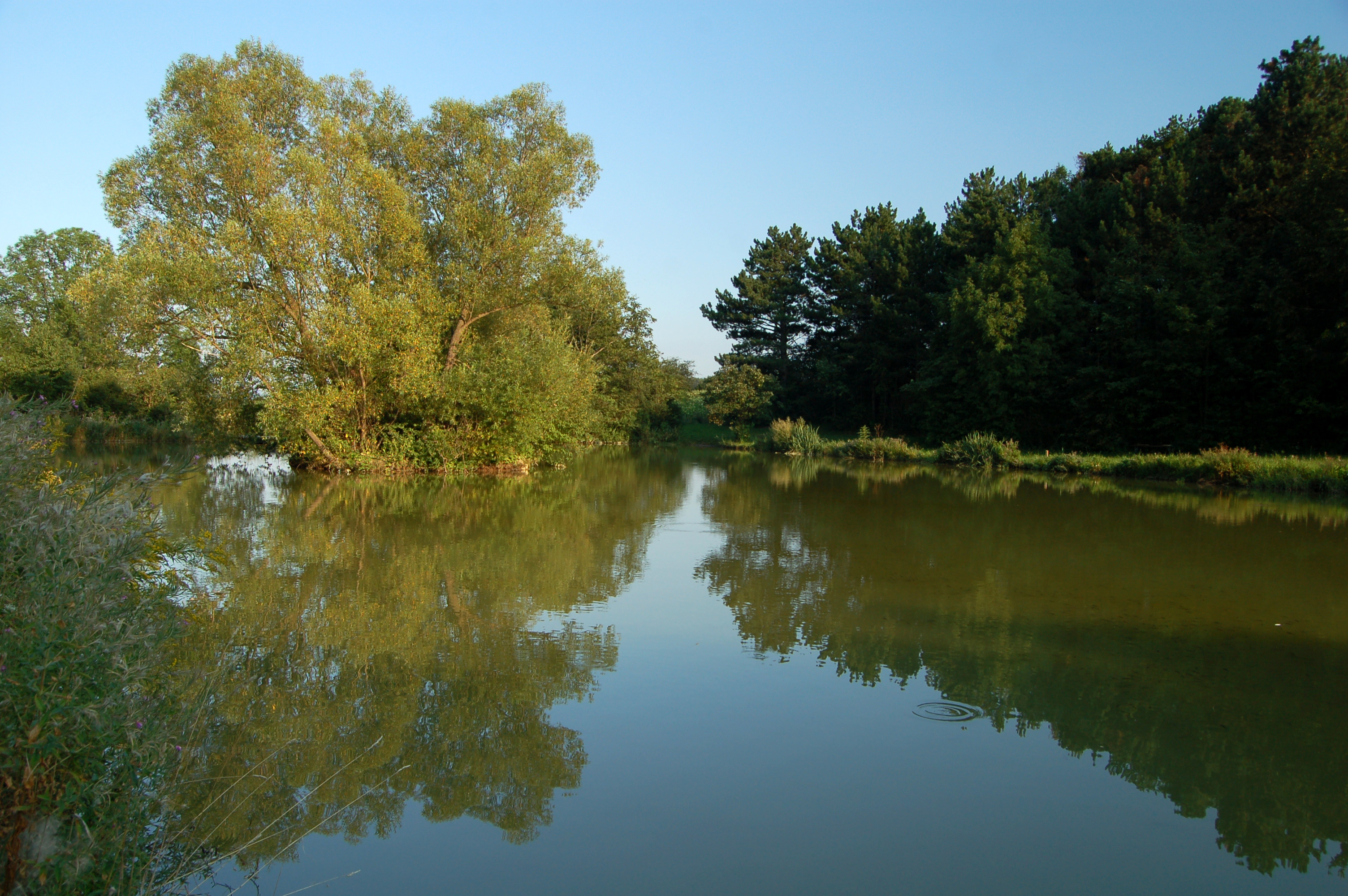
Der neu angelegte Fischteich

Der Teich existiert nicht mehr, an seiner Stelle befindet sich nur noch sumpfiges Schilfgelände. Der St. Lorenzer Bach unterfließt den Damm. Unterhalb wurde ein neuer Fischteich angelegt. Über den Damm führt die Verbindungsstraße von St. Lorenzen nach Mahrersdorf.